# Städtisches Gymnasium Haan
Das städtische Gymnasium Haan ist das einzige Gymnasium in der Stadt Haan.

## Schüler, Lehrer und Mitarbeiter
Das Haaner Gymnasium besuchten im Schuljahr 2020/2021 823 Schüler, welche fast ausschließlich aus Haan stammten. Die Schüler werden von 67 Lehrern (einschließlich Vertretungskräften) unterrichtet. Davon wurden 29 in den letzten zehn Jahren neu eingestellt. Außerdem arbeiten an der Schule zwei Sekretärinnen und drei Hausmeister.

## Organisation
Der Schulleiter ist Dirk Wirtz, stellvertretende Schulleiterin ist Kristina Ottenkorthaus. Es gibt eine erweiterte Schulleitung mit David Butz (SII), Roland Stiebel (Mittelstufe) und Marita Wolf-Krautwald (Erprobungsstufe). Für jede Klasse gibt es ein Klassenleitungsteam aus je zwei Lehrern, bei der Oberstufe sind es Stufenleiterteams aus ebenfalls je zwei Lehrern.

## Geschichte
Das nach Gründung des Gymnasiums an der Hochdahler Straße genutzte Gebäude war 1967 schon nicht mehr zeitgemäß, so dass ein Neubau beschlossen wurde. Im Jahr 1969 wurde der Neubau an der Adlerstraße eingeweiht, der in den Folgejahren erweitert wurde. In den 1970er Jahren gründete sich das Schulorchester, der Schulchor und die Schülerzeitung Medium nahmen ihre Arbeit auf. Im Oktober 1987 beschloss die Schulkonferenz die Aufstellung eines Kondomautomaten. Der Beschluss wurde später jedoch wieder fallen gelassen und neben dem Kondomautomat auch der Süßigkeitenshop in der Hausmeisterloge geschlossen. Ein ausrangierter Eisenbahnwagen, der im Innenhof des naturwissenschaftlichen Trakts der Schule stand, diente von 1989 bis zum Abriss des Altbaus unter anderem als Waggon der Schülervertretung, wo auch grundlegende Schreibwaren zum Kauf angeboten wurden.
2017 feierte die Schule ihr fünfzigjähriges Jubiläum.

### Europaschule
Seit dem 6. Dezember 2013 trägt das Gymnasium das Zertifikat Europaschule des Landes NRW. Diese Ehrung wird durch das europäisch aufgebaute Schulprofil ermöglicht, der europäische Gedanke ist im Schulprogramm fest verankert. So gibt es zahlreiche Austauschprogramme, nach Frankreich, Ungarn, den Niederlanden, dem Senegal, Argentinien, Italien, Lettland, Kroatien und Polen. Daneben werden die Sprachzertifikate DELF und Cambridge angeboten, dazu noch als Wahlpflichtfächer in der achten Klassen entweder Spanisch oder bilingualer Unterricht mit dem Namen cultural studies.
Auch werden Auslandspraktika angeboten. Regelmäßig werden Gastschüler aus dem Ausland aufgenommen und jährlich eine Europawoche in der Woche des Europatags durchgeführt. Es gibt verstärkt Podiumsdiskussionen und Unterrichtsdiskussionen zu europäischen Themen. Auch gab es eine Wahlsimulation zur Europawahl 2014. Es besteht eine enge Zusammenarbeit mit der Europa-Union in Haan.

### Neubau

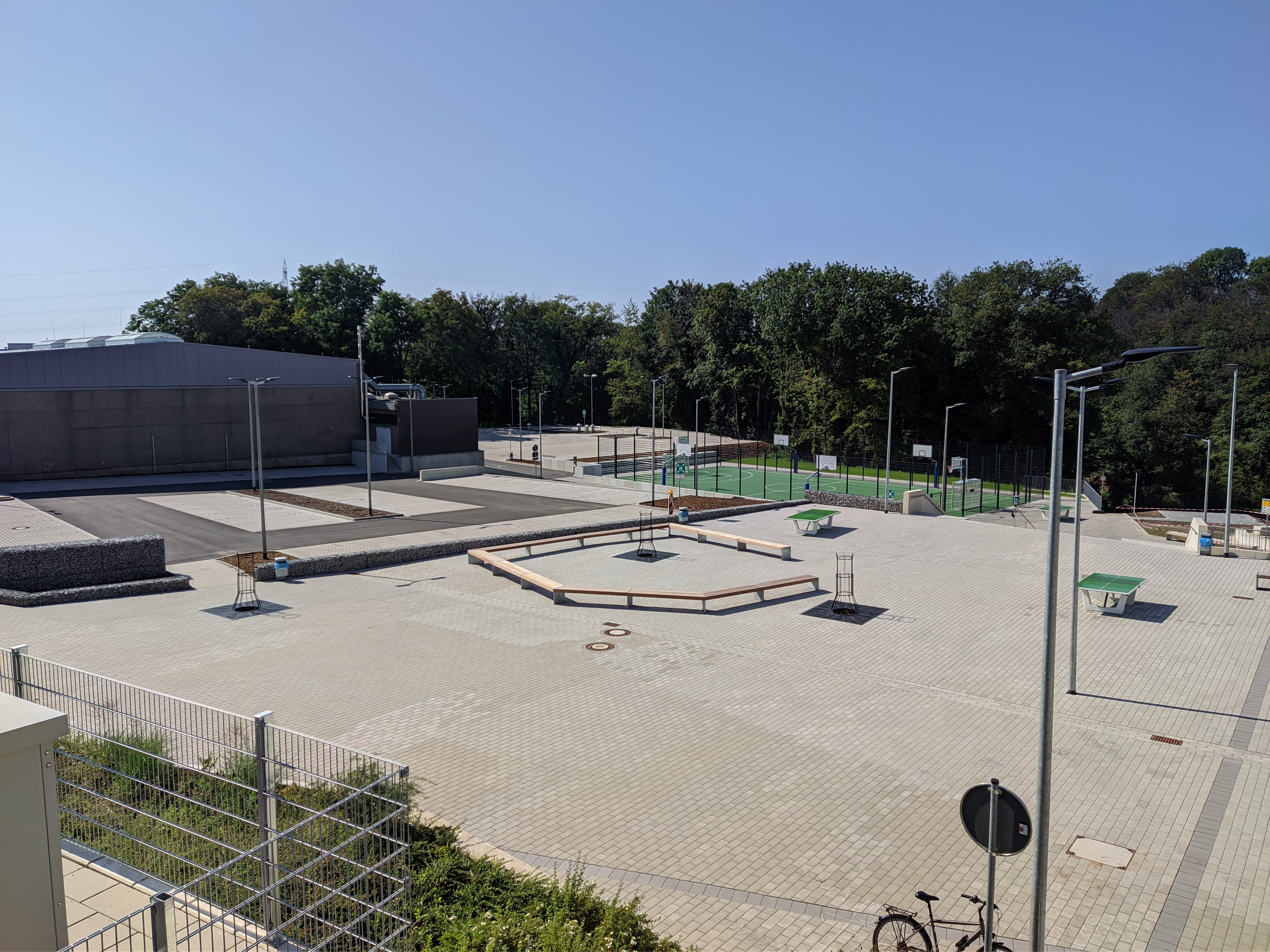
Der neue Schulhof

Da das Gebäude sanierungsbedürftig war, wurde im Dezember 2012 ein Neubau beschlossen. Seit 2013 gab es eine intensive Neubauplanung. Anstatt des geplanten Abrisses im Jahr 2016 wurden im September 2017 der Aulatrakt sowie alle Bänke, Bäume und Treppen auf dem Schulhof abgerissen. Die Grundsteinlegung des Neubaus, der an der Stelle der ehemaligen Aula errichtet wurde, fand am 9. Juli 2018 statt. Der Neubau des Gebäudes wurde im Sommer 2020 abgeschlossen, der Abriss der alten Gebäude und Neubau des Schulhofs bzw. der Außenanlagen im folgenden Jahr.

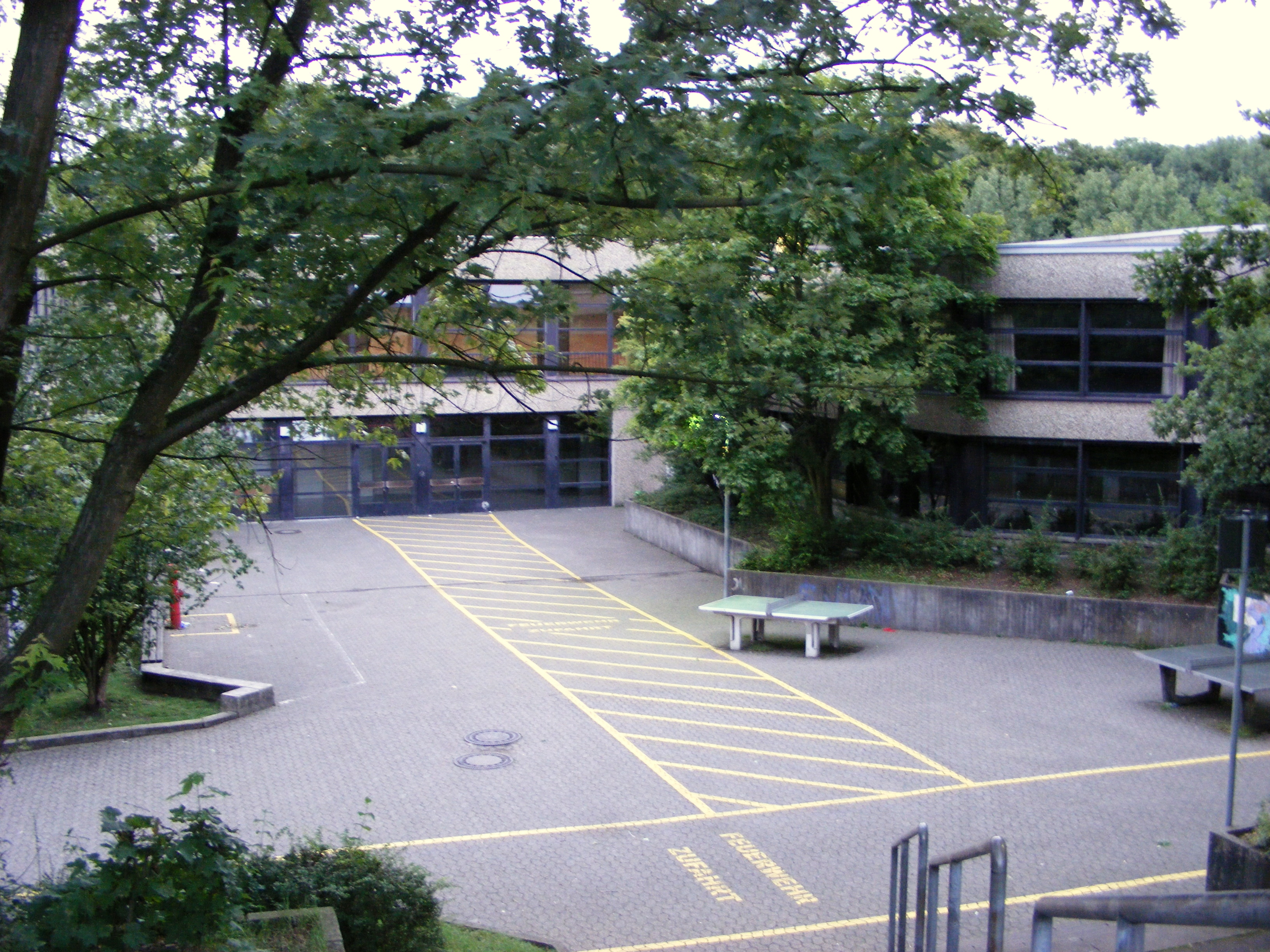
Aula des Gymnasiums (abgerissen)

### Fairtrade-School
Seit Februar 2021 ist die Schule auf Bestreben der Nachhaltigkeits- und Fairtrade-AG hin offiziell mit dem Titel Fairtrade-School ausgezeichnet.

## Unterricht
Die Jahrgangsstufen sind in der Regel vierzügig. Für die Oberstufe findet eine Kooperation mit dem Helmholtz-Gymnasium Hilden statt. Diese ermöglicht das Anbieten fast aller möglichen Leistungskurse für die Qualifikationsphase. Besonders hervorzuheben sind der angebotene Latein- und Französisch-LK am Haaner Gymnasium. Daneben findet für die Unter- und Mittelstufe eine Kooperation mit der Emil-Barth-Realschule Haan statt, wodurch gemeinsame Programme bei Sprachzertifikaten, Erleichterung von Schulübergängen und anderes angeboten werden können. In der fünften Klassen gibt es die Schwerpunktfächer Musik/Musical, Robotik und Sport. Diese erlauben eine Vertiefung des angebotenen Stoffes durch eine erhöhte Stundenanzahl in diesem Fach.

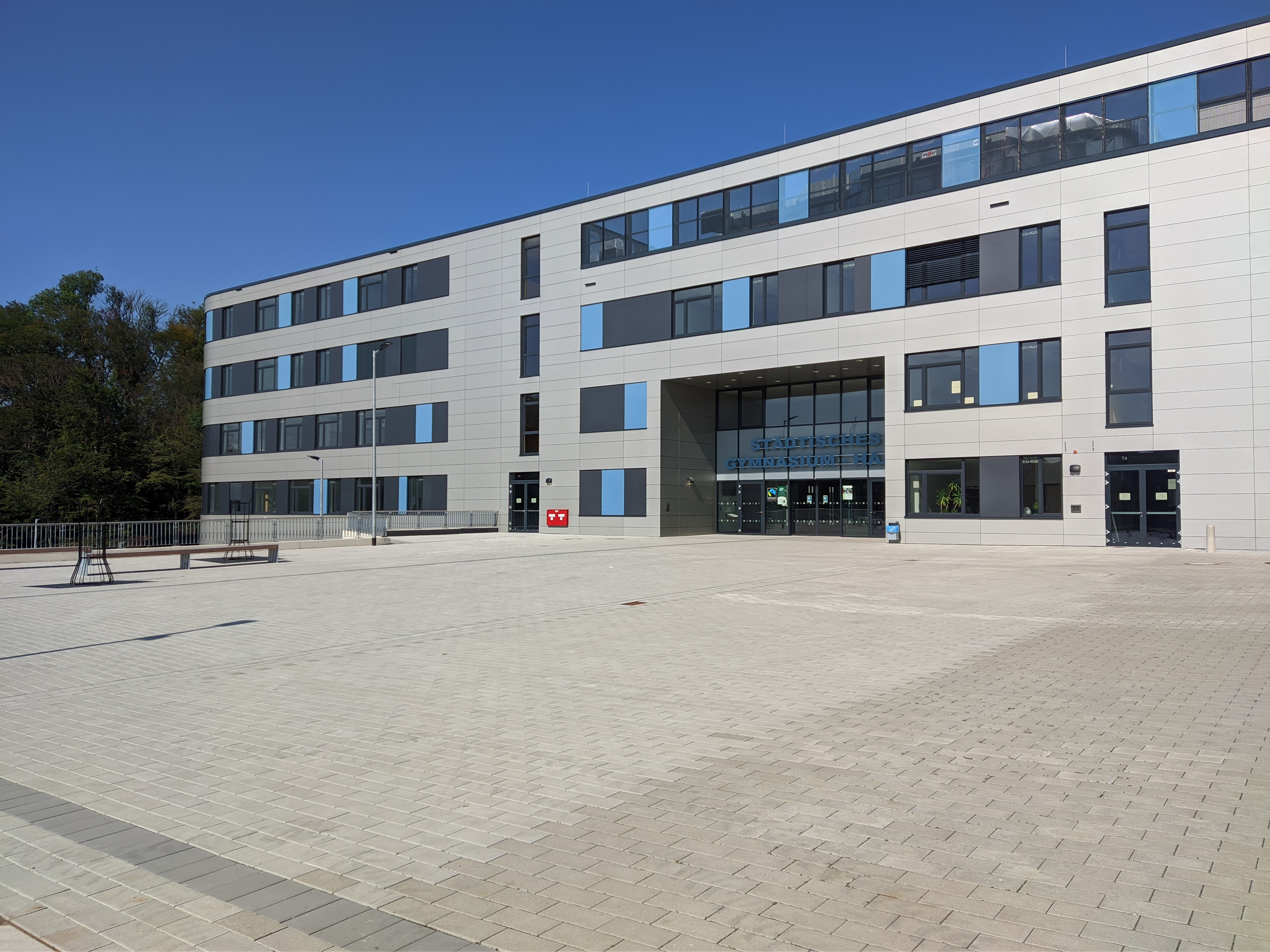
Der Haupteingang (vom Schulhof aus)

### Schwerpunkte im Unterricht

#### MINT
Das Haaner Gymnasium zählt zu den Gründungsmitgliedern des Netzwerks NeanderLab. Die schuleigene Robotik-AG nimmt sehr erfolgreich an regionalen, nationalen, europäischen und internationalen Roboterwettbewerben teil. Auch bei Mathematikwettbewerben wie der Mathematik-Olympiade oder dem Känguruwettbewerb nehmen die Schüler sehr erfolgreich teil.
Die Schule ist mit interaktiven Whiteboards, Medieneinheiten, zwei Computerräumen und einem Selbstlernzentrum ausgestattet.

#### Musik und Kunst
Pro Jahr gibt es zwei große Musical-Aufführungen sowie regelmäßige Konzerte. Die Schule besitzt zwei Chöre, ein Orchester sowie das Aula-Technik-Team. Regelmäßig finden Orchester- und Chorfahrten sowie Kunstausstellungen statt. Außerdem nehmen Schüler jährlich am Kunstwettbewerb der Europaunion in Haan teil.

#### Studien- und Berufsorientierung
Die Schule wurde im Juli 2013 mit dem Berufswahlsiegel der bergischen Unternehmerschaft ausgezeichnet. Es gibt eine Kooperation mit der Haaner Firma Bohle. Auch finden ein Betriebspraktikum in der Jahrgangsstufe EF, ein Sozialpraktikum in der Q1 sowie Auslandspraktika statt.

#### Andere Schwerpunkte
Im Fach Sport gibt es eine enge Vernetzung mit den örtlichen Sportvereinen sowie sehr erfolgreichen Schülermannschaften im Handball, Tischtennis und Basketball. Die Schüler-AGs haben pro Semester ca. 300 Teilnehmer. Dazu zählen Chor und Orchester, der Schulsanitätsdienst, die Internet-AG für die Homepage, die Linux-AG und die Film-AG.
Spezielle Förderungen finden im Fach Mathematik in Form von Lernbüros statt. In Deutsch gibt es ebenso Förderungen für Kinder mit Migrationshintergrund. Auch gibt es eine Begabtenförderung.

## Ehemalige Schüler
- Harald Giebels (* 1964), Politiker (CDU), ehemaliges MdL NRW (Abitur 1983)
- Bernd Lucke (* 1962), Politiker (AfD, ALFA, LKR) und Ökonom (Abitur 1981)
- Patrick Mölleken (* 1993), Schauspieler (Abitur 2012)